# Fórmula 3 Brasil
La Fórmula 3 Brasil fue un campeonato brasileño de monoplazas con la regulación de la Fórmula 3 organizado por Vicar y CBA. La competencia se disputó entre 1989 y 1995, y fue revivido en 2014 en reemplazo de la Fórmula 3 Sudamericana.

## Campeones
| Año        | Piloto               | Equipo                 | Chasis/Motor        | Clase secundaria |
| ---------- | -------------------- | ---------------------- | ------------------- | ---------------- |
| 1989       | Christian Fittipaldi | Fittipaldi Competición | Reynard-Alfa Romeo  |                  |
| 1990       | Oswaldo Negri        | Daccar                 | Ralt-Volkswagen     |                  |
| 1991       | Marcos Gueiros       | Césario Fórmula        | Ralt-Mugen-Honda    |                  |
| 1992       | Marcos Gueiros       | Césario Fórmula        | Ralt-Mugen-Honda    |                  |
| 1993       | Fernando Croceri     | Césario Fórmula        | Ralt-Mugen-Honda    |                  |
| 1994       | Cristiano da Matta   | Césario Fórmula        | Dallara-Mugen-Honda |                  |
| 1995       | Ricardo Zonta        | Césario Fórmula        | Dallara-Mugen-Honda |                  |
| 1996- 2013 | No se disputó        | No se disputó          | No se disputó       | No se disputó    |
| 2014       | Pedro Piquet         | Césario F3             | Dallara-Berta       | Vitor Baptista   |
| 2015       | Pedro Piquet         | Césario F3             | Dallara-Berta       | Guilherme Samaia |
| 2016       | Matheus Iorio        | Césario F3             | Dallara-Berta       | Pedro Caland     |
| 2017       | Guilherme Samaia     | Césario F3             | Dallara-Berta       | Igor Fraga       |